# Steenstraat (Vlaanderen)

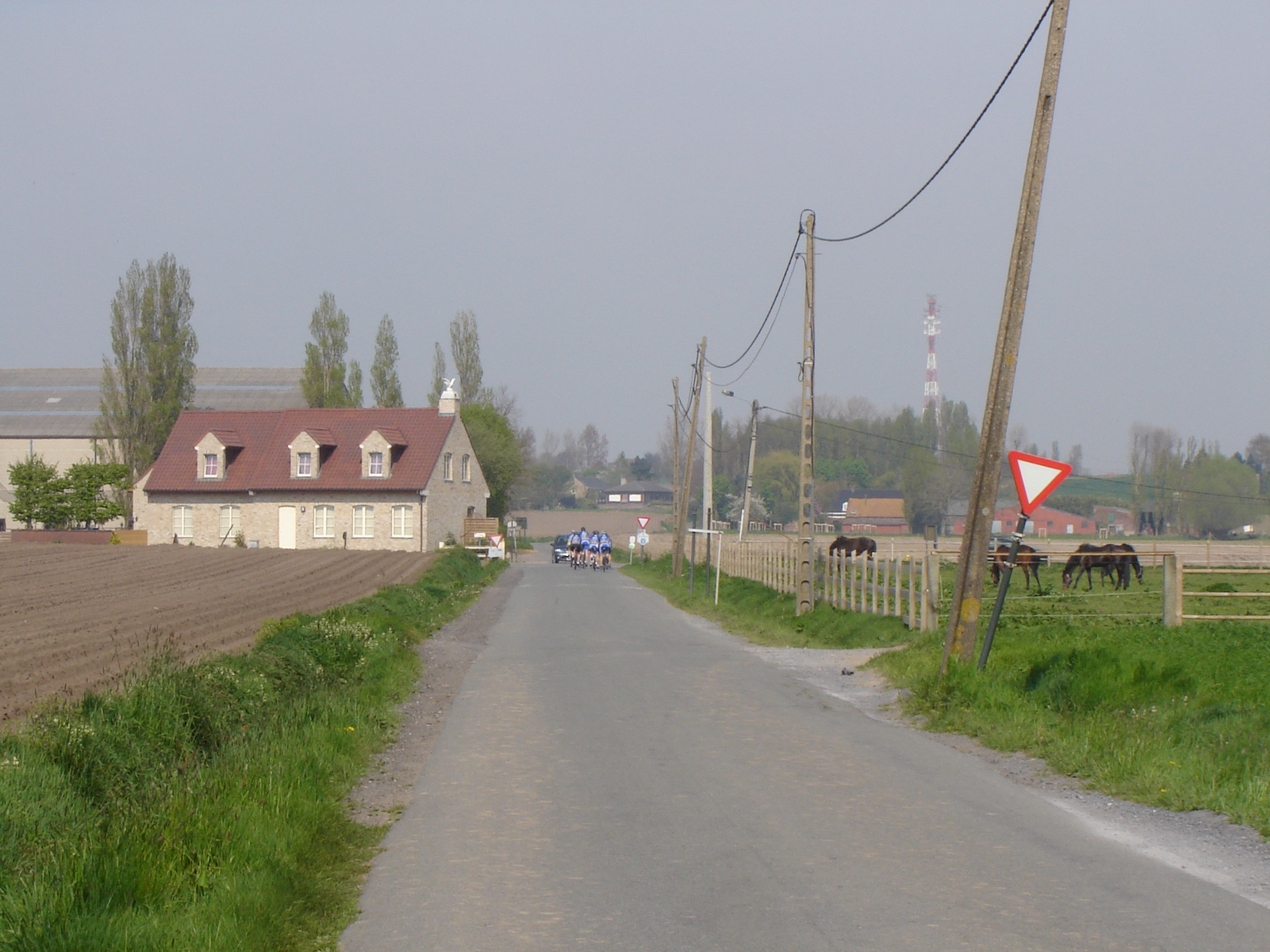
Richting Ruidenberg

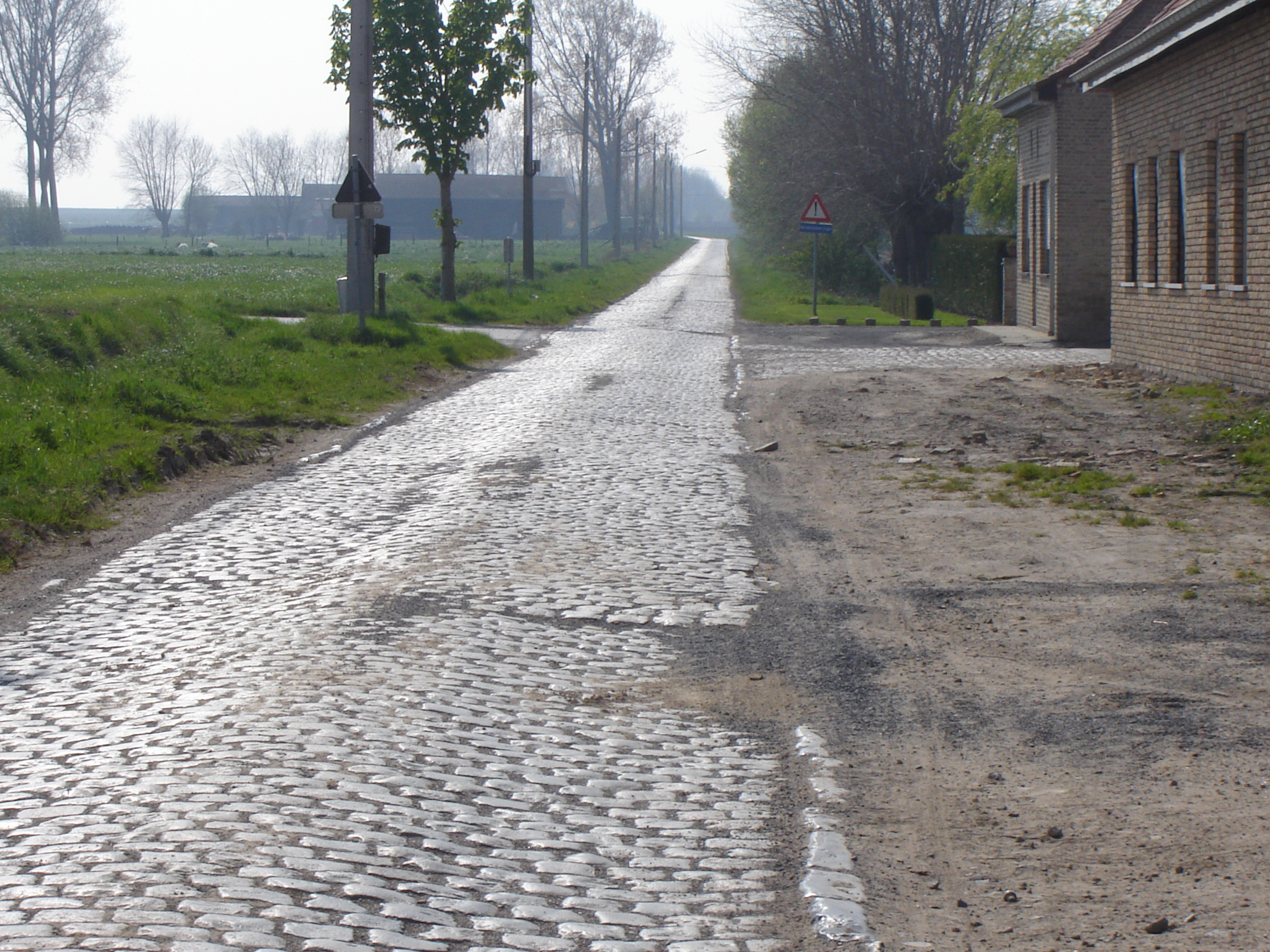
Kasseien in Esen

De Steenstraat is een oude straat door enkele West-Vlaamse gemeenten heen. De weg dateert uit de Romeinse tijd, toen ze deel uitmaakte van de Litus Saxonicum langs de toenmalige kust. Ze verbond Kassel in Noord-Frankrijk met Aardenburg in het huidige Zeeuws-Vlaanderen via Poperinge en Brugge.
Mogelijk bestond ze al voor de Romeinse tijd en werd ze slechts door de Romeinen rechtgetrokken en verhard, ofwel opnieuw aangelegd na de transgressie van de zee. De verharde weg bleef eeuwenlang bestaan. Tot in de middeleeuwen bleef deze weg, net als die andere oude wegen, een belangrijke hoofdweg. Pas in de tijd van de Oostenrijkse Nederlanden namen nieuw aangelegde wegen deze rol over, meer bepaald de weg Brugge-Torhout-Roeselare-Menen uit 1754, de weg Torhout-Wijnendale-Oostende uit 1765 en de weg Wijnendale-Diksmuide uit 1769. Gedeelten van het rechte traject bestaan nog steeds en dragen in verschillende gemeenten nog steeds dezelfde straatnaam.
Vanuit het Franse Kassel gaat de weg door Steenvoorde naar grensgebied Callicanes en Abeele. Op dit tracé is duidelijk het rechtlijnige Romeinse karakter van de weg te zien. Tussen Callicanes en Abeele was een vertakking : men kon ofwel de Steenstraat blijven volgen, ofwel de Heirweg nemen, die naar Viroviacum/Wervik, Cortoriacum/Kortrijk en Turnacum/Doornik leidde (via Reningelst en Wijtschate richting vallei van de Leie).
Na Poperinge zijn er twee wegen waar de naam "Steenstraat" zich terugvindt: de ene via Elverdinge (N333: Elverdingseweg, Steentjesmolenweg, Steenstraat (Elverdinge)), de andere via Woesten (Potestraat, Pezelstraat, Woestenseweg, Poperingestraat, Steenstraat (Woesten), daarna onderbroken tot Zuidschote). In het gehucht Steenstrate vallen beide loopbanen weer ineen. Centraal in West-Vlaanderen bestaat het traject over ruim 10 km tussen de Ruidenberg en de Blankaart ten zuiden van Diksmuide.
Vanaf de Ruidenberg vormt de Steenstraat de grens tussen Koekelare en Handzame, daarna loopt de straat door Werken langs het dorpscentrum. De weg steekt er de Handzamevaart over en loopt dan Esen binnen. Wat verder vormt de straat de grens tussen Klerken en Esen en ten slotte de grens tussen Woumen en Jonkershove. In Esen werd de Steenstraat, die er over enkele kilometer in kasseien ligt, in 1992 een beschermd landschap. Vanaf de Ruidenberg naar het noorden toe, vindt men het traject in Ichtegem nog terug in de Ruidenbergstraat en de Zuster Clarastraat. Meer naar het noorden toe dragen opnieuw stukken weg de naam Steenstraat in Wijnendale en Aartrijke. In Wijnendale vond men er restanten van Romeins aardewerk. Deze streek vormde een knooppunt met twee andere Romeinse verbindingswegen, de Brugse Heerweg en de Zeeweg. Verder komt de naam Steenstraat nog eens terug in Brugge tussen de Sint-Salvatorskathedraal en het belfort.